# She-Hulk: Attorney at Law
She-Hulk: Attorney at Law är en amerikansk TV-serie från 2022, skapad av Jessica Gao. Serien är baserad på Marvel Comics figur med samma namn och producerad av Marvel Studios. 
Serien hade premiär den 18 augusti 2022 på streamingtjänsten Disney+ och består av 9 avsnitt.

## Rollista (i urval)

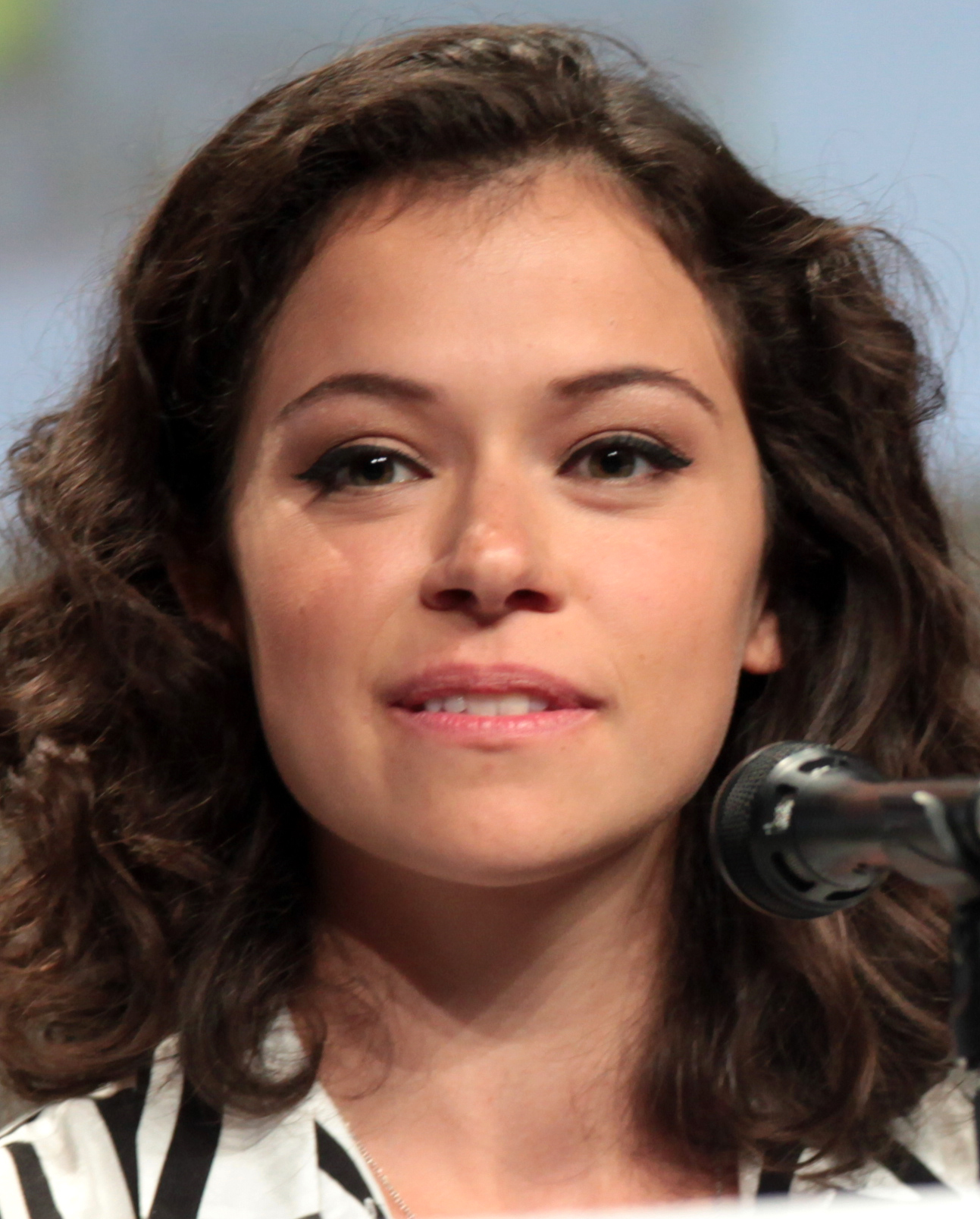
Tatiana Maslany spelar Jennifer Walters / She-Hulk.

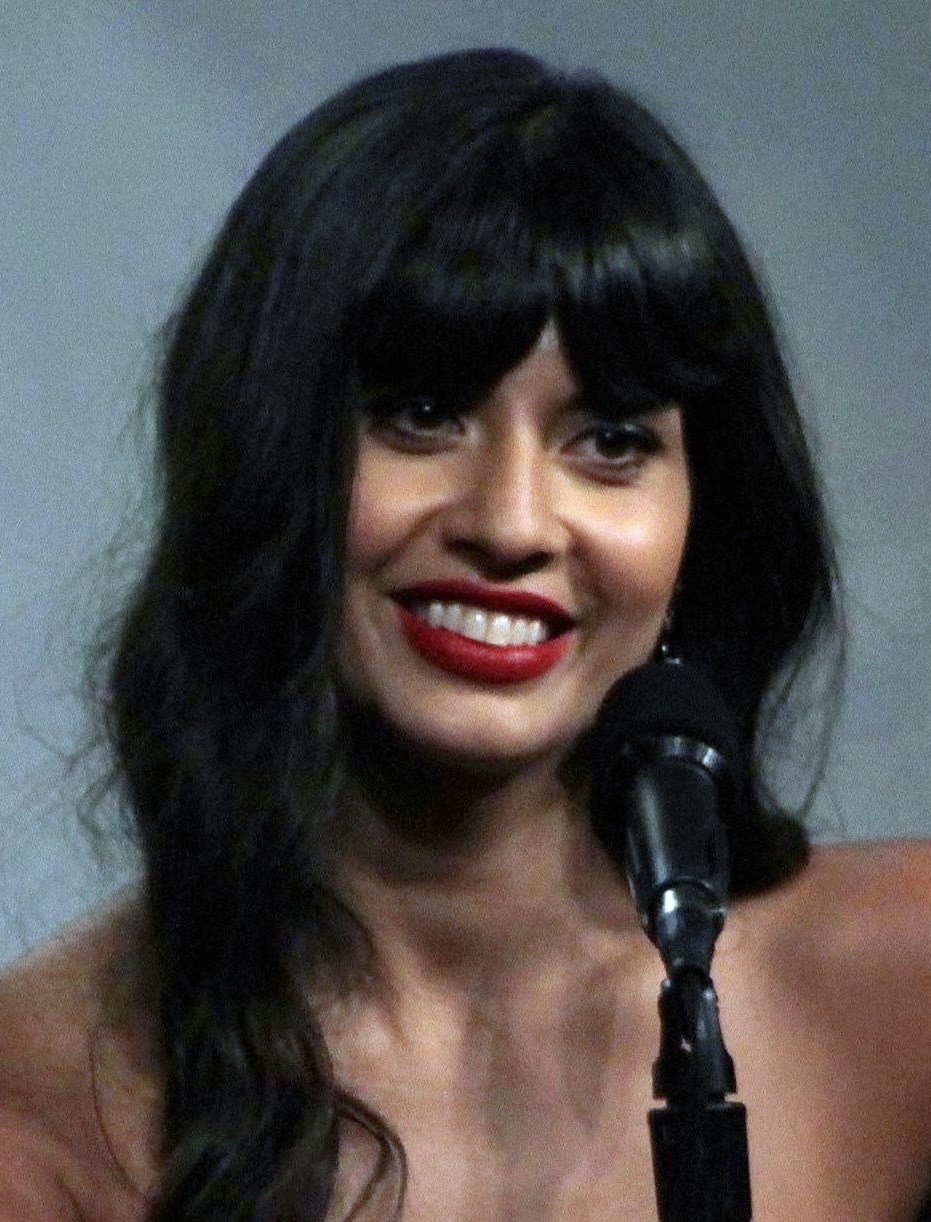
Jameela Jamil spelar Titania.

- Tatiana Maslany – Jennifer Walters / She-Hulk: En advokat som specialiserar sig på fall med människor med övermänskliga krafter och kan bli en stor kraftig grönhudad version av sig själv likt sin kusin Bruce Banner.[2][3]
- Jameela Jamil – Mary MacPherran / Titania: En rival till She-Hulk med övermänskliga krafter.[4]
- Mark Ruffalo – Bruce Banner / Hulken: En Avenger, genialisk forskare och Walters kusin som fick övermänsklig styrka och otålighet efter att ha experimenterat med gammastrålning.[3]
- Josh Segarra – Augustus "Pug" Pugliese: En del av det juridiska teamet på GLK&H, som jobbar tillsammans med Walters och Nikki.
- Tim Roth – Emil Blonsky / Abomination: En ryskfödd före detta officerare från Storbritanniens armé som kombinerade ett super-soldatserum med gammastrålning som förvandlade honom till ett humanoidmonster som är stark som Hulken efter experimentella behandlingar.[3]
- Ginger Gonzaga – Nikki Ramos: Walters bästa vän[5]
- Benedict Wong – Wong
- Renée Elise Goldsberry – Mallory Book[6]
- Charlie Cox – Matt Murdock / Daredevil: En advokat tillika superhjälte som med sina förhöjda sinnen bekämpar brott och skurkar.[7]

En ytterligare roll med Anais Almonte har ännu inte rollbesatts.

## Avsnitt
Regin av serien delas mellan Kat Coiro som regisserat avsnitt 1-4 samt 8-9 och Anu Valia som står bakom avsnitt 5-7.

## Produktion

### Utveckling
I juli 1989 förväntades Jennifer Walters/She-Hulk medverka i TV-filmen Hulken – Den slutgiltiga uppgörelsen (1990). Figuren medverkade inte och en föreslagen TV-serie med She-Hulk för ABC lades ner ett år senare. 1991 var en film baserad på figuren under produktion av New World Pictures med Larry Cohen som regissör och Brigitte Nielsen i rollen som She-Hulk. Nielsen deltog i en PR-fotografering inför filmen, men den kom aldrig att filmas.
I augusti 2019 utannonserade Marvel Studios på konferensen D23 att en serie baserad på She-Hulk som skulle utspelas i Marvel Cinematic Universe (MCU) var under produktion för strömningstjänsten Disney+ . I november anlitades Jessica Gao för manus. I september 2020 anlitades Kat Coiro för att regissera sex av seriens nio avsnitt och som exekutiv producent för serien, medan Anu Valia anlitades som regissör i december 2020. Valia sa att hon regisserade ett fåtal avsnitt och beskrev Coiro som seriens ”visionära ledare”. Brad Winderbaum är även exekutiv producent.
Serien kommer att ha 9 stycken avsnitt på ungefär 30 minuter speltid vardera. I februari 2021 meddelade Marvel Studios chef Kevin Feige att några av dessa serier, inklusive She-Hulk och Moon Knight var under utveckling med potential för framtida säsonger, till skillnad från WandaVision som utvecklades som en miniserie.

### Manus
Feige beskriver serien som en ”halvtimme lång juridisk komedi” som är trogen John Byrnes uppfattning av She-Hulk i Marvel Comics. Dana Schwartz, Melissa Hunter, Cody Ziglar, och Kara Brown arbetar som personalförfattare för serien. I början av maj 2021 hade seriens manus skrivits färdigt.

### Rollbesättning
Mark Ruffalo som spelade Bruce Banner/Hulk i MCU-filmerna sa i november 2019 att han planerade ett möte med Feige om sin medverkande i serien. I mars 2020 bekräftade Ruffalo att han återvänder till sin roll i serien. I september meddelade Deadline Hollywood att Tatiana Maslany ska spela rollen som Walters men Maslany förnekade rollen och sa att rapporten var ”ett pressmeddelande som hade gått ur hand” och ”var inte en grej” The Hollywood Reporter bekräftade i november 2020 att Maslany kommer att spela rollen, Feige meddelade nästa månad Ruffalos inblandning och att även Tim Roth medverkar i serien. Roth återvänder i rollen som Emil Blonsky / Abomination från The Incredible Hulk (2008) Feige nämnde även att andra figurer från MCU kommer att medverka i Walters arbete som advokat för superhjältar. I januari 2021 rollbesattes Ginger Gonzaga som Walters bästa vän. och Renée Elise Goldsberry i rollen som Amelia i april. Anais Almonte gick med i rollbesättningen i juni 2021, liksom Jameela Jamil som Titania, tillsammans med Josh Segarra följande månad.

## Inspelning
Inspelningen började 10 april 2021 i Los Angeles, och började 12 april i Trilith Studios i Atlanta, Georgia, med Coiro och Valia som regissörer och Florian Ballhaus som filmfotograf. Serien spelades in under arbetstitlarna Libra och Clover. Roth tyckte att det var svårt att komma tillbaka till rollfiguren men kunde komma nära figuren med humor efter ha sett och arbetat tillsammans med Ruffalo. Inspelningen höll på fram till 30 augusti 2021. Serien var tidigare tänkt att spelas in 6 juni 2020 men blev uppskjuten på grund av COVID-19 pandemin och senare i mars 2021.

## Lansering
She-Hulk: Attorney at Law släpptes på Disney+ den 17 augusti 2022 och kommer att bestå av 9 avsnitt. Det är en del av fas 4 av Marvel Cinematic Universe.

## Framtid
I november 2019 sa Feige att efter She-Hulk introducerats i serien kommer hon att gå över till MCU-filmerna.